# Dzikowo (powiat krośnieński)
Dzikowo (niem. Heidekrug) – wieś w Polsce położona w województwie lubuskim, w powiecie krośnieńskim, w gminie Gubin.
W latach 1975–1998 miejscowość administracyjnie należała do województwa zielonogórskiego.
Dzikowo to osada leśna, zabudowa głównie wielorodzinna. Położona przy drodze krajowej nr 32 łączącej Poznań z granicą państwa. Liczy około 70 mieszkańców.
Dzikowo to znany przed laty gościniec z gospodą i zajazdem Heidekrug. Osada miała również przystanek biegnącej blisko linii kolejowej Stadtforst (Leśnictwo Miejskie). Do 2001 roku oficjalna nazwa wsi brzmiała Łowiguz. 
Dawniej było tu nadleśnictwo Heidekrug (Łowiguz) z sześcioma leśnictwami. W okolicach wioski znajduje się rezerwat przyrody "Dębowiec" - faunistyczno leśny o pow. 9,73 ha utworzony decyzją Ministra Leśnictwa i Przemysłu Drzewnego (MP z 1984 r. Nr 17, poz. 125), obejmujący las dębowy w wieku 100 - 200 lat gdzie występuje największy chrząszcz środkowo-europejski jelonek rogacz oraz są stanowiska kozioroga dębosza. Na terenie rezerwatu znajduje się ścieżka edukacyjna przyrodniczo - leśna utworzona przez Nadleśnictwo Gubin w czerwcu 1997 roku.
Wcześniej Dzikowo stanowiło przysiółek Wałowic. 9 listopada 1998 roku mieszkańcy osiedla leśnego Dzikowo zwrócili się do wójta i Rady Gminy o zakwalifikowanie ich miejscowości do rangi administracyjnej wsi sołeckiej. Rada Gminy uchwałą nr II/12/98 z 26 listopada 1998 roku dokonała odpowiednich zmian, uznając, że osada nabywa status oddzielnego sołectwa i wyłączyła ją ze składu sołectwa Wałowice. Na kolejny wniosek mieszkańców Rada Gminy podjęła uchwałę nr XXXI/121/2001 z 13 czerwca 2001 roku i pozytywnie zaopiniowała wystąpienie do MSWiA o włączenie jako samodzielnej miejscowości gajówka Ławiguz do wsi Ławiguz i nadanie jej wspólnej nazwy Dzikowo - wieś.

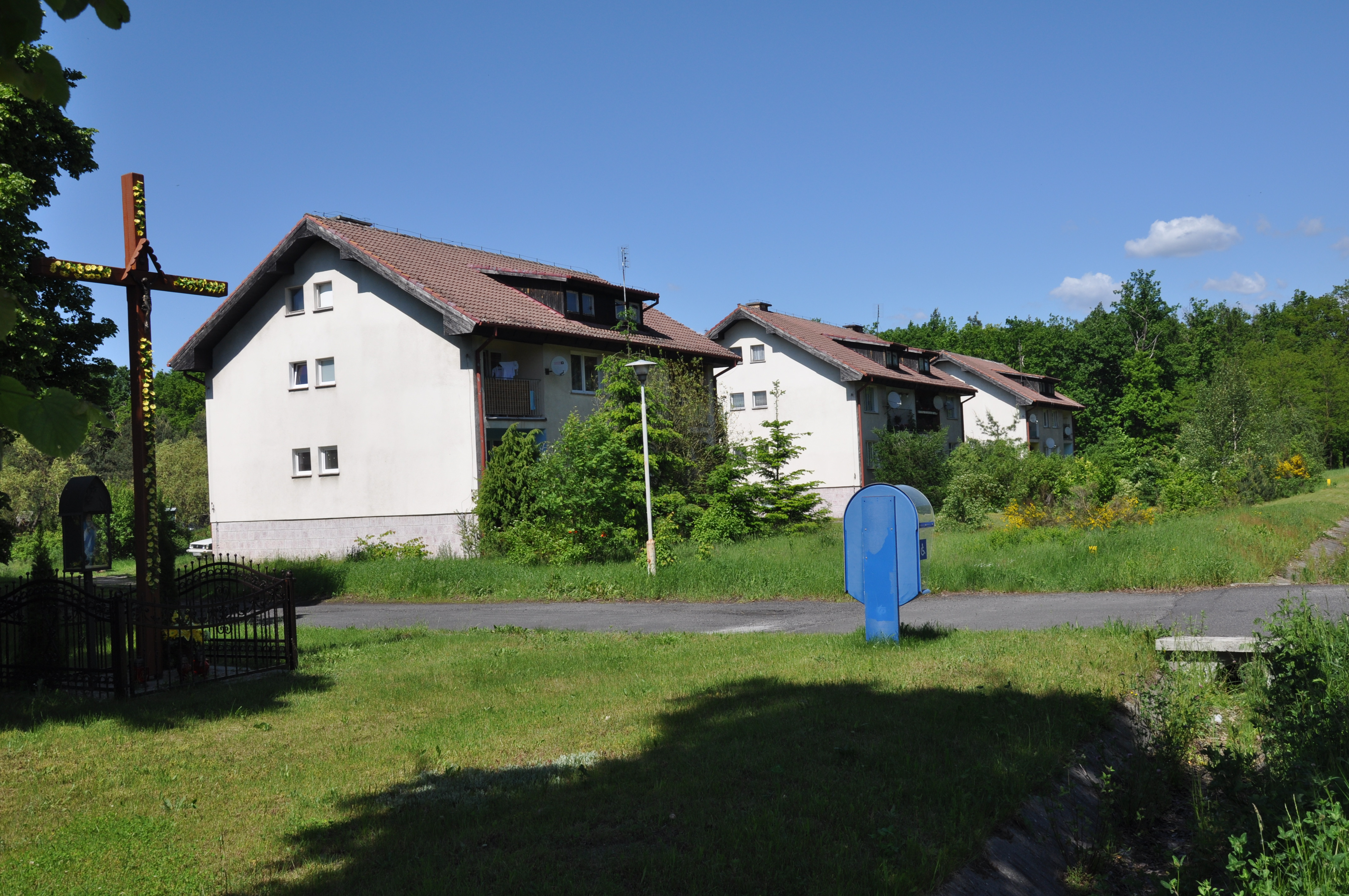
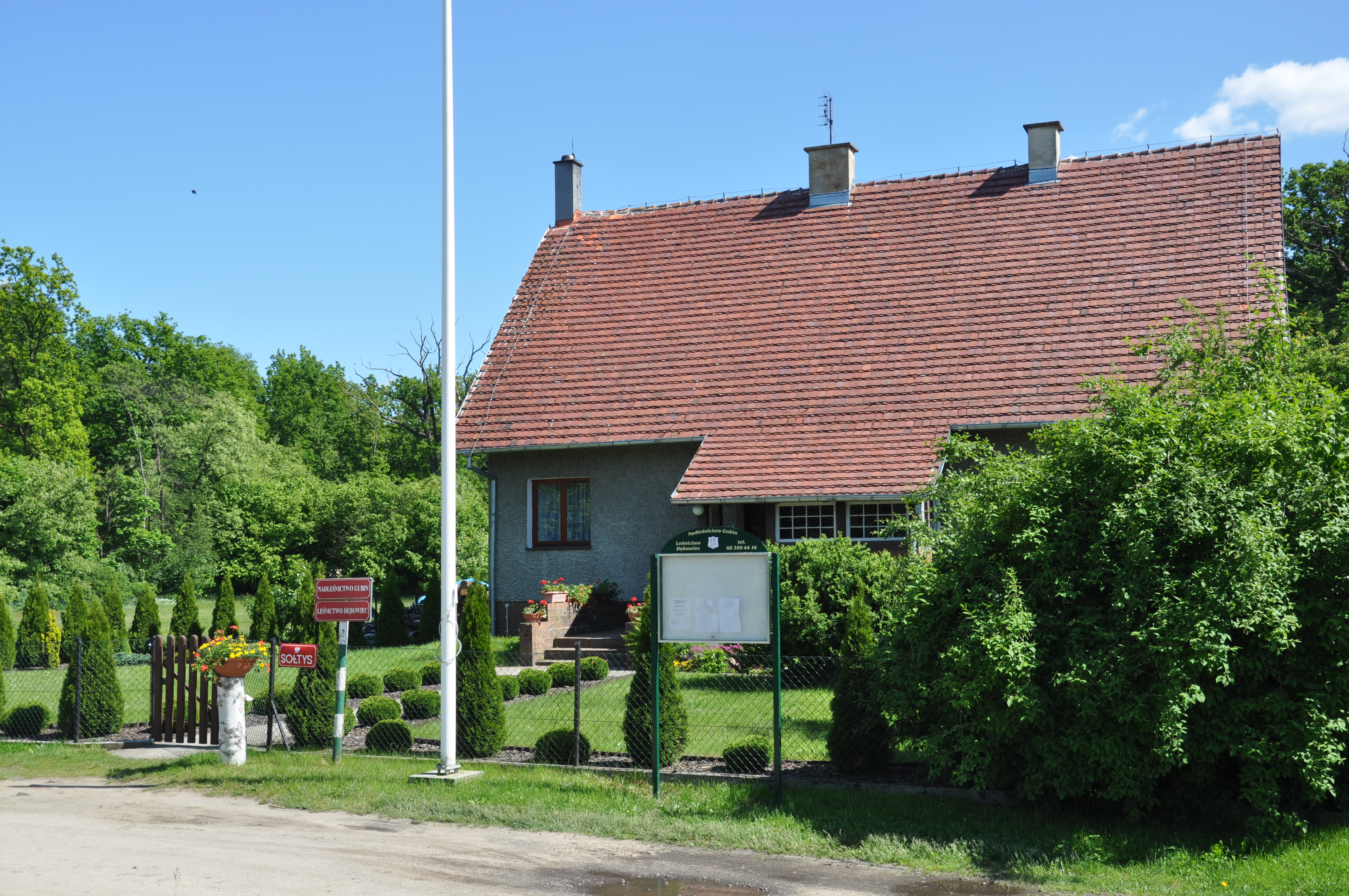